# Karma Pakszi
II Gjalła Karmapa, Karma Pakszi (tyb. ཀར་མ་པ་ཀཤི་, Wylie: kar ma pak shi; ur. 1203, zm. 1283) – tybetański lama, druga inkarnacja Karmapy, duchowy przywódca i mistrz medytacji szkoły Karma Kagyu buddyzmu tybetańskiego. Uważa się, że był pierwszym człowiekiem rozpoznanym jako tulku (reinkarnacja nauczyciela z przeszłości), który zapoczątkował linię inkarnacji. Karma Pakszi został rozpoznany jako kolejne wcielenie Karmapy Dysum Czienpa.